# 化乐镇
化乐镇，是中华人民共和国贵州省六盤水市水城区下辖的一个乡镇级行政单位。
2012年，贵州省人民政府批复同意撤销化乐苗族彝族乡，设置化乐镇，镇政府驻五星村。

## 行政区划
化乐镇下辖以下地区：
五星村、滑石村、猫场村、化启村、化乐村、泵井村、猪场村、迷达村、夺泥村和茅草坪村。